# Hypnum implanum
Hypnum implanum là một loài Rêu trong họ Hypnaceae. Loài này được (Mitt.) Hampe mô tả khoa học đầu tiên năm 1879.